# Mellicta valsunga
Mellicta valsunga är en fjärilsart som beskrevs av Hans Fruhstorfer 1923. Mellicta valsunga ingår i släktet Mellicta och familjen praktfjärilar. Inga underarter finns listade i Catalogue of Life.